# Mussolet cucut
El mussolet cucut (Glaucidium cuculoides) és una espècie d'ocell de la família dels estrígids (Strigidae). Habita els boscos de muntanya del nord i est de l'Índia, sud-est del Tibet, sud de la Xina, Hainan i Sud-est Asiàtic. El seu estat de conservació es considera de risc mínim.